# Tokyo Metro série 07
La série 07 (07系, 07-kei) du Tokyo Metro est un type de rame automotrice exploitée depuis 2003 sur le réseau du métro de Tokyo au Japon.

## Description
La série 07 comprend 6 rames construites par Nippon Sharyo et Kawasaki Heavy Industries. Les rames sont composées de 10 voitures.
L'espace voyageurs se compose de banquettes longitudinales. Des espaces accessibles aux personnes en fauteuil roulant et en poussette sont disponibles dans les voitures 2 et 9.

## Histoire
La série 07 a été mise en service en 1993 sur la ligne Yūrakuchō. Les rames furent ensuite transférées sur la ligne Tōzai à partir de 2006. Une rame a été affectée temporairement sur la ligne Chiyoda entre 2007 et 2008.

## Services
Affectées à la ligne Tōzai, les rames circulent également sur les lignes de banlieue interconnectées :
- ligne Chūō-Sōbu,
- ligne Tōyō Rapid.

Dans le passé, les rames ont également circulé sur les lignes Yūrakuchō, Chiyoda, Tōbu Tōjō, Seibu Yūrakuchō et Seibu Ikebukuro .

## Galerie photos

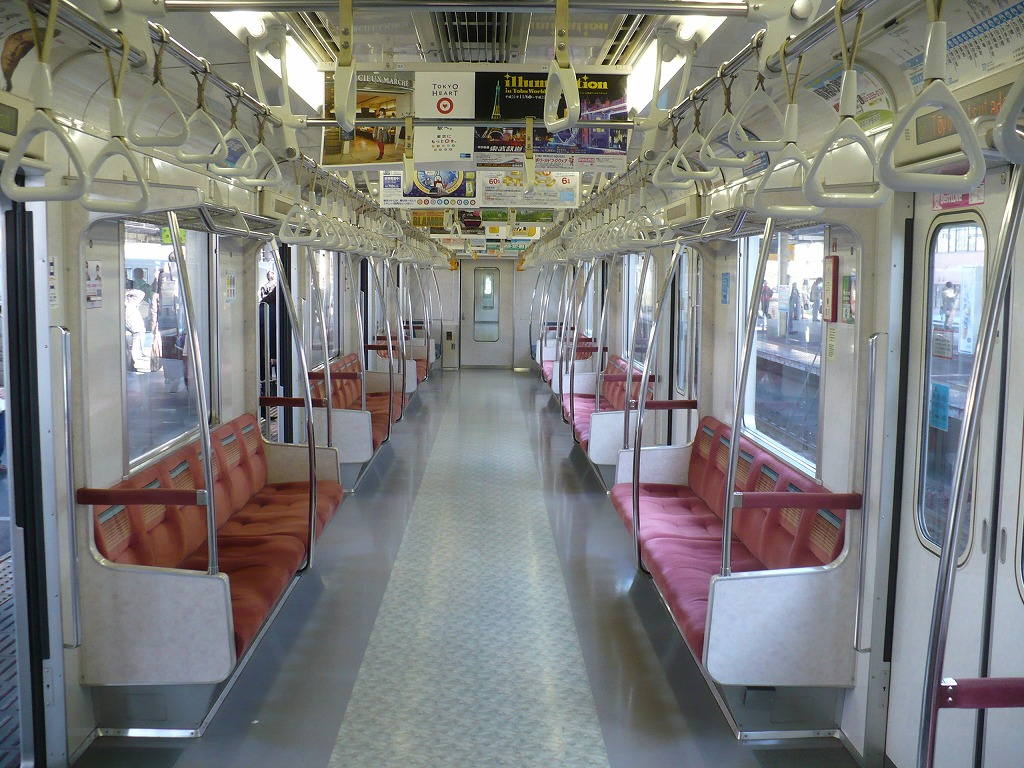
Intérieur de la rame.
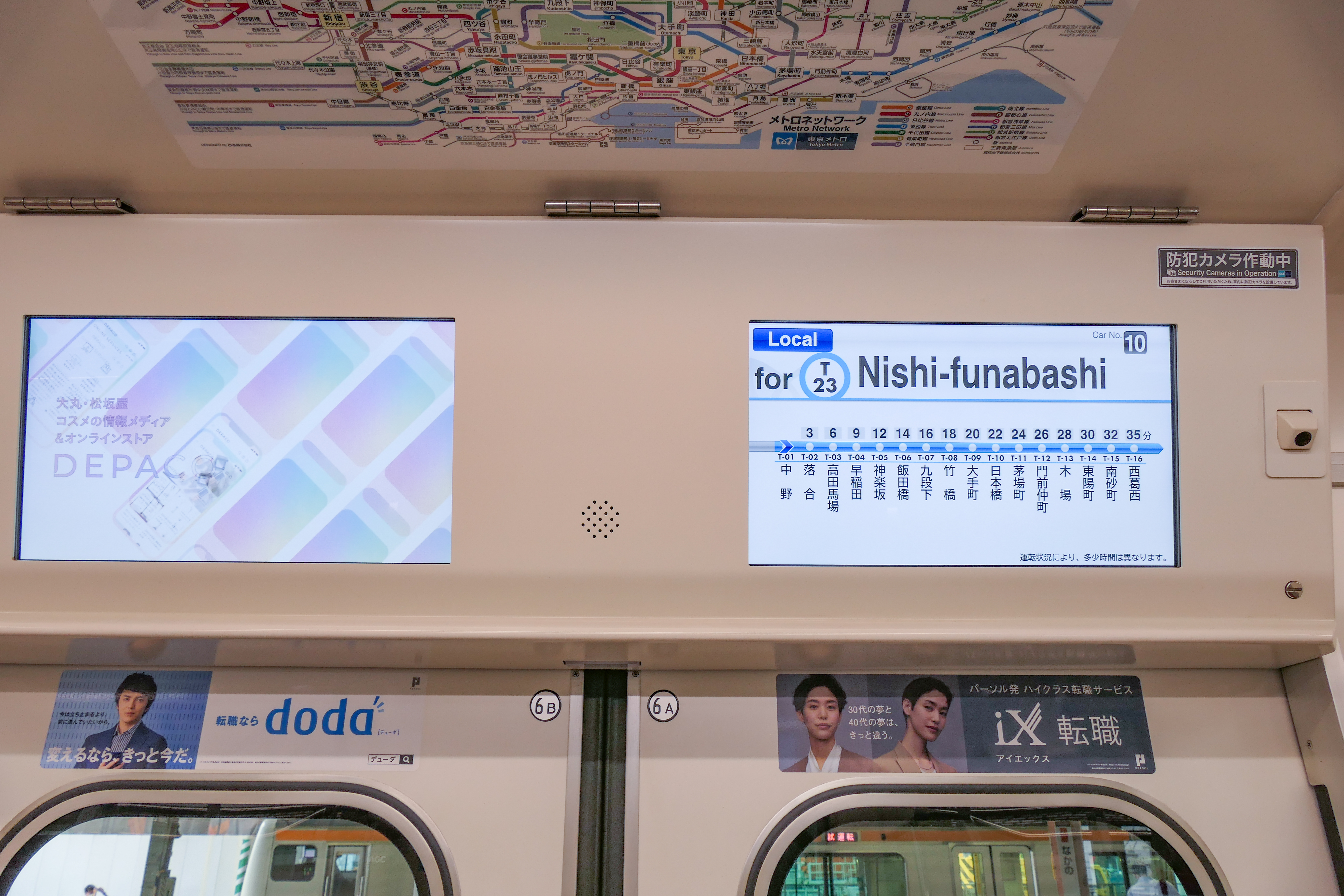
Ecrans d'information voyageurs.
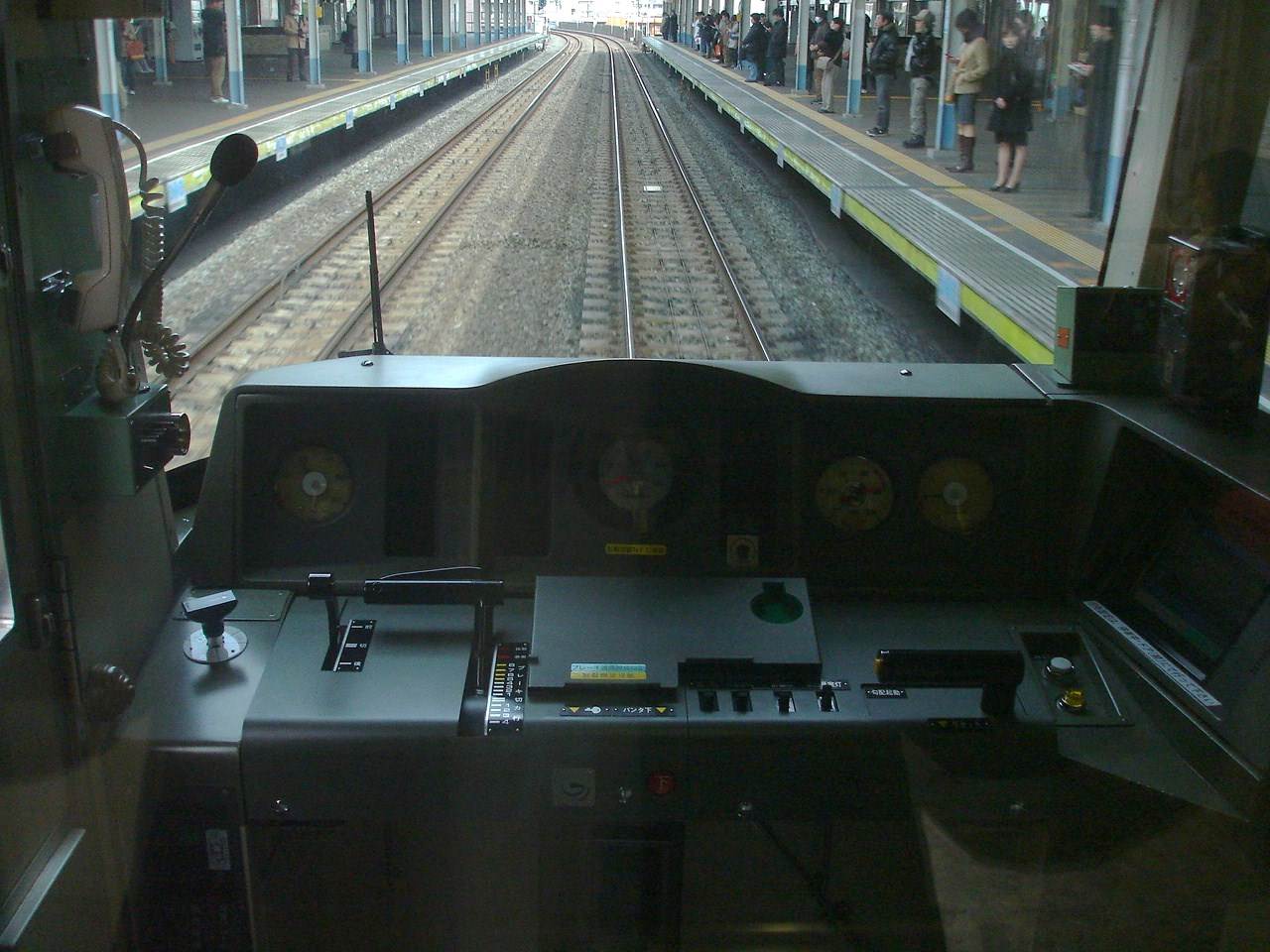
Cabine de conduite.